# Prolapso
En el ámbito de la medicina se denomina prolapso  (literalmente del latín  prolabi: 'desplazarse de su sitio') al desplazamiento de órganos, como por ejemplo del útero de manera que desciendan o se salgan de su ubicación natural. El término se utiliza por ejemplo para hacer referencia a órganos que se asoman por la vagina o el recto. También se emplea para designar la falta de alineación de las válvulas del corazón, como en el prolapso de la válvula mitral. A veces a una hernia de disco se le suele llamar "prolapso de disco".

## Prolapso de válvula cardíaca
El denominado prolapso de válvula cardíaca en humanos es el prolapso de la válvula mitral, que es una enfermedad de las válvulas del corazón caracterizado por el desplazamiento de un colgajo engrosado de la válvula mitral hacia el atrio izquierdo durante el sístole.
El prolapso de la válvula tricuspide puede causar regurgitación tricuspídea.

## Prolapso genital

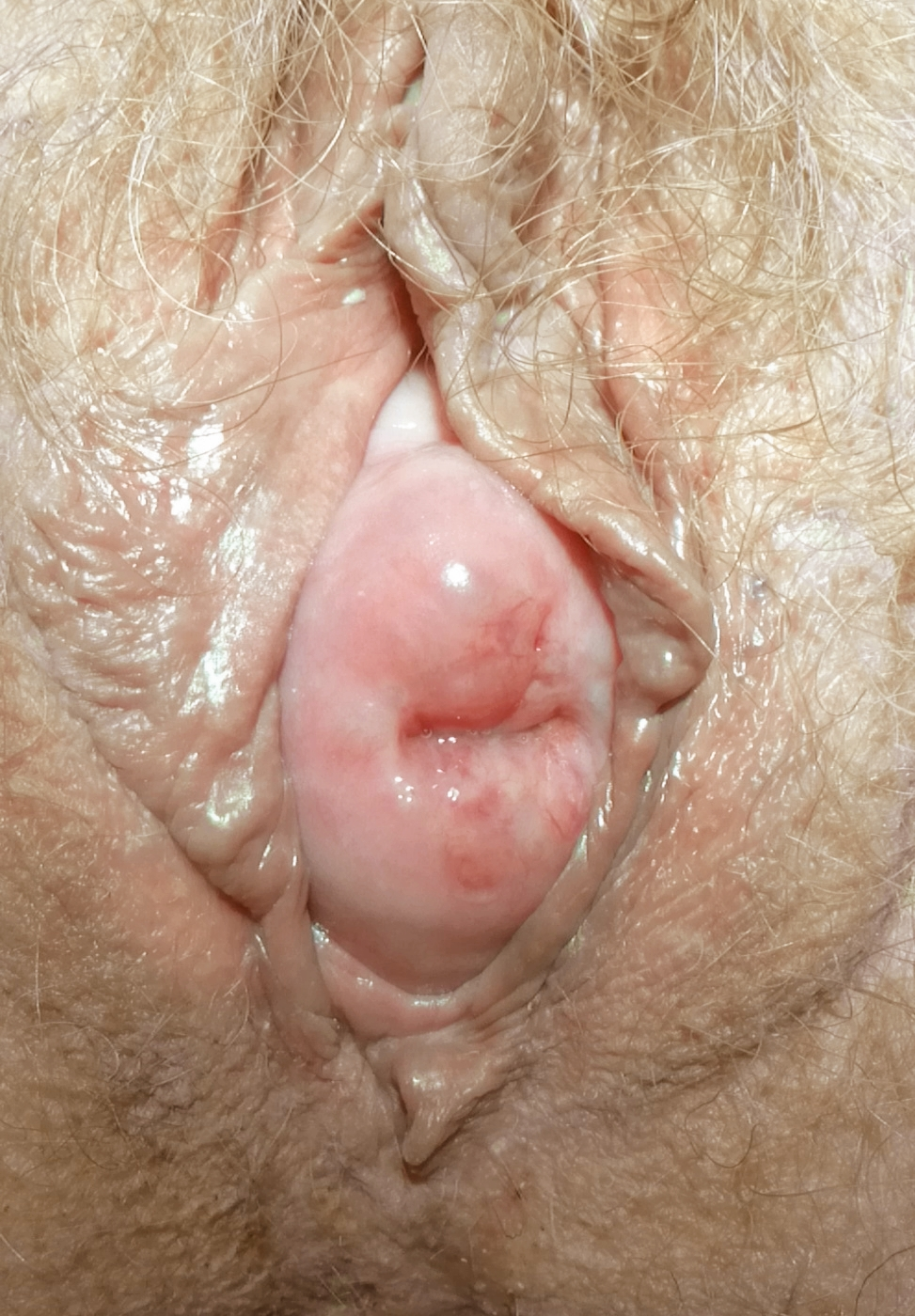
Prolapso uterino en mujer de 71 años de edad, se observa al cérvix en el orificio vaginal.

Este tipo de patología  denominado prolapso genital es el descenso de los órganos pélvicos secundarios de la mujer a causa del debilitamiento de la musculatura de soporte del suelo pélvico. Se estima que 9 de 10 mujeres presentan alguna faceta de esta dolencia durante su vida. La terapia de los casos leves puede ser mediante ejercicios que ayuden a reforzar los músculos del suelo pélvico, en aquellos casos más importantes se requiere de intervención quirúrgica.

### Tipos
Se han caracterizado tres tipos de comportamientos:
- Anterior: prolapso en vagina por descenso hacia ella de la uretra o en vejiga o ambos (cistocele, uretroceles)
- Medio: descenso del útero o de la cúpula vaginal (prolapso uterino, enterocele)
- Posterior: prolapso de recto (rectocele).

### Causas
Entre las causas más frecuentes se cuentan:
- Traumatismos obstétricos.
- Alumbramientos múltiples.
- Presencia de fetos de grandes dimensiones.
- Deficiencia en la calidad de los ligamentos.
- Deficiencia en el tejido conectivo y músculos de la pelvis.
- Disminución de los niveles de estrógeno, como por ejemplo durante la menopausia.
- Aumento de la presión intrabdominal como consecuencia de procesos de obesidad.
- Enfermedades respiratorias crónicas. Ejemplo: asma.
- Lesiones producto de actividades que involucran levantamiento de pesos.
- Casos con antecedentes de cirugía pélvica.
- En mujeres que no han dado a luz, se produce por insuficiencia gonodal o parálisis nerviosa, alteraciones medulares y con espina bífida.